# باشگاه فوتبال بروکتون
باشگاه فوتبال بروکتون (به انگلیسی: Brocton Football Club) یک باشگاه فوتبال در شهر بروکتون، استافوردشایر، کشور انگلستان است که در سال ۱۹۳۷ میلادی تأسیس شده‌است.